# Burnside (Arizona)
Burnside – jednostka osadnicza w Stanach Zjednoczonych, w stanie Arizona, w hrabstwie Apache.